# Gallehaus aranyszarvai

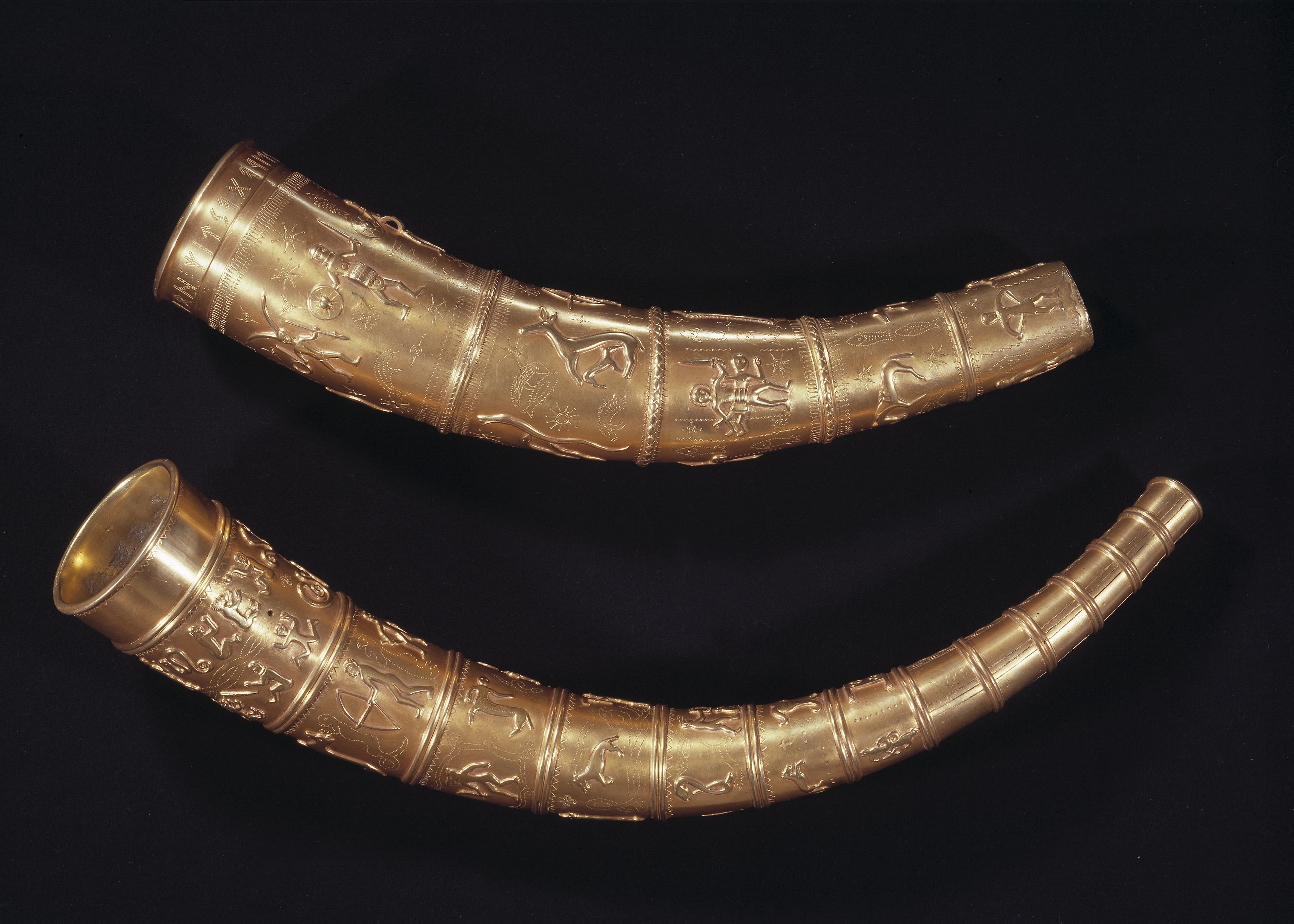
Gallehus aranyszarvai

A gallehusi aranyszarvakat, melyek két aranylemezből készültek, Dániában, Møgeltøndertől északra, a dél-jütlandi Gallehusban fedezték fel. Keletkezési idejüket az 5. század első részére, azaz a germán vaskor elejére feltételezik.
A szarvakat 1639-ben, illetve 1734-ben egy tőzeglápban találták meg egymástól mindössze 15-20 méterre. A szarvak kétlemezes arany szegmensekből (gyűrűkből) álltak. Az 1734-ben talált rövidebb szarv hat szegmensből állt, közülük az egyik rész keskeny peremén felirattal ellátva, a többi öt rész pedig képekkel díszített volt. Használatukra nézve nem eldöntött, hogy a kürtöket ivókürtöknek vagy fújókürtöknek szánták.
1802-ben az eredeti szarvakat ellopták és beolvasztották. A 18. század végén pedig a szarvakról készült öntvények is elvesztek. Az eredeti szarvakról a másolatokat a 17. és 18. századból fennmaradt rajzokra támaszkodva készítették el, és ezért tele vannak bizonytalansággal. A másolatokat a Dán Nemzeti Múzeumban, Koppenhágában állították ki, de a másolatokból pl. került a dániai Aarhus közelében található Moesgaard Múzeumba is. Azonban ezeket is kétszer lopták el, majd szerezték vissza; 1993-ban és 2007-ben.

## Leírásuk
Mindkét szarv két rétegű aranylemezből állt, melyek közül a belső gyengébb minőségű, ezüsttel ötvözött volt, a külső lap pedig tiszta aranyból készült. A külső lapot számos gyűrűből állították össze, melyek mindegyike gyűrűkre forrasztott öntött figurákkal volt borítva, és a gyűrűkben a nagyobb figurák közé még több kisebb figura is került. A második kürtön az elder Futhark protonorse felirat volt olvasható, ami a germán nyelvészet számára nagy értéket képvisel.
Eredetileg mindkét szarv egykor egyforma hosszúságú volt, de a második (rövidebb) szarv keskeny végének egy szegmense megtalálásakor hiányzott, később azonban az is előkerült. A hosszabb szarv helyreállított állapotában a külső kerület mentén mérve 75,8 cm hosszú volt; a nyílás átmérője 10,4 cm, a szarv súlya 3,2 kg.
Mivel a szarvakból készült öntvények elvesztek, annak megállapítása bizonytalan, hogy a szarvak egyszerűen meggörbültek, vagy eredetileg is kanyargós, spirálszerű görbülettel rendelkeztek, mint egy természetes ökörszarv.
A szarvakon található figurák értelmezésére számos kísérlet történt, azonban ezideig ezek mindegyike csak találgatás.

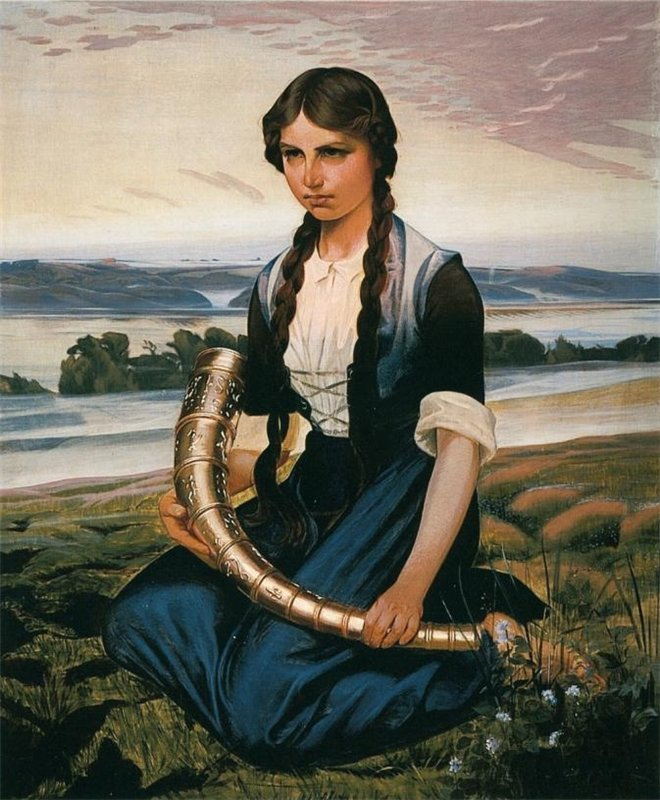
A lány, aki megtalálta az aranyszarvat

## Történetük

### Első kürt
A hosszabbik kürtöt 1639. július 20-án fedezte fel egy Kirsten Svendsdatter nevű parasztlány Gallehus faluban, Møgeltønder közelében, Dániában, amikor meglátta, hogy kinyúlik a földből. Levelet írt IV. Keresztély dán királynak, aki azt megkapva, átadta Christian dán hercegnek, aki azt ivókürtként újíttatta fel; keskeny végére egy arany karikát felcsavarozta, hogy a végét bezárja.
1641-ben Olaus Wormius dán antikvárius egy értekezést írt "De aureo cornu" néven az első Aranyszarvról. A kürt első megőrzött vázlata ebből a dolgozatból származik. Wormius megjegyzi, hogy a kürtöt nem látta megtaláláskori állapotában, és ma már nem állapítható meg, hogy a perem és a keskeny, díszítés nélküli szegmensek olyan modern kiegészítések-e, mint a karika. Később, 1678-ban a "Journal des Savants" című folyóiratban írták le a kürtöt.

### Második kürt
Körülbelül 100 évvel később, 1734. április 21-én Erich Lassen talált rá a másik (rövidebb, sérült) szarvra, nem messze az első szarv megtalálási helyétől és átadta azt Schackenborg grófjának, aki VI. Keresztély dán királynak juttatta el, cserébe 200 rigsdalert kapott. Ettől a pillanattól kezdve mindkét kürtöt a Christiansborgban található Det kongelige Kunstkammerben (A Királyi Művészeti Kamara) tárolták, mely jelenleg a dán Rigsarkivet (nemzeti archívum). A rövidebb kürt leírását Richard Joachim Paulli levéltáros adta meg értekezésében, még ugyanabban az évben.

## Betörés és pusztítás

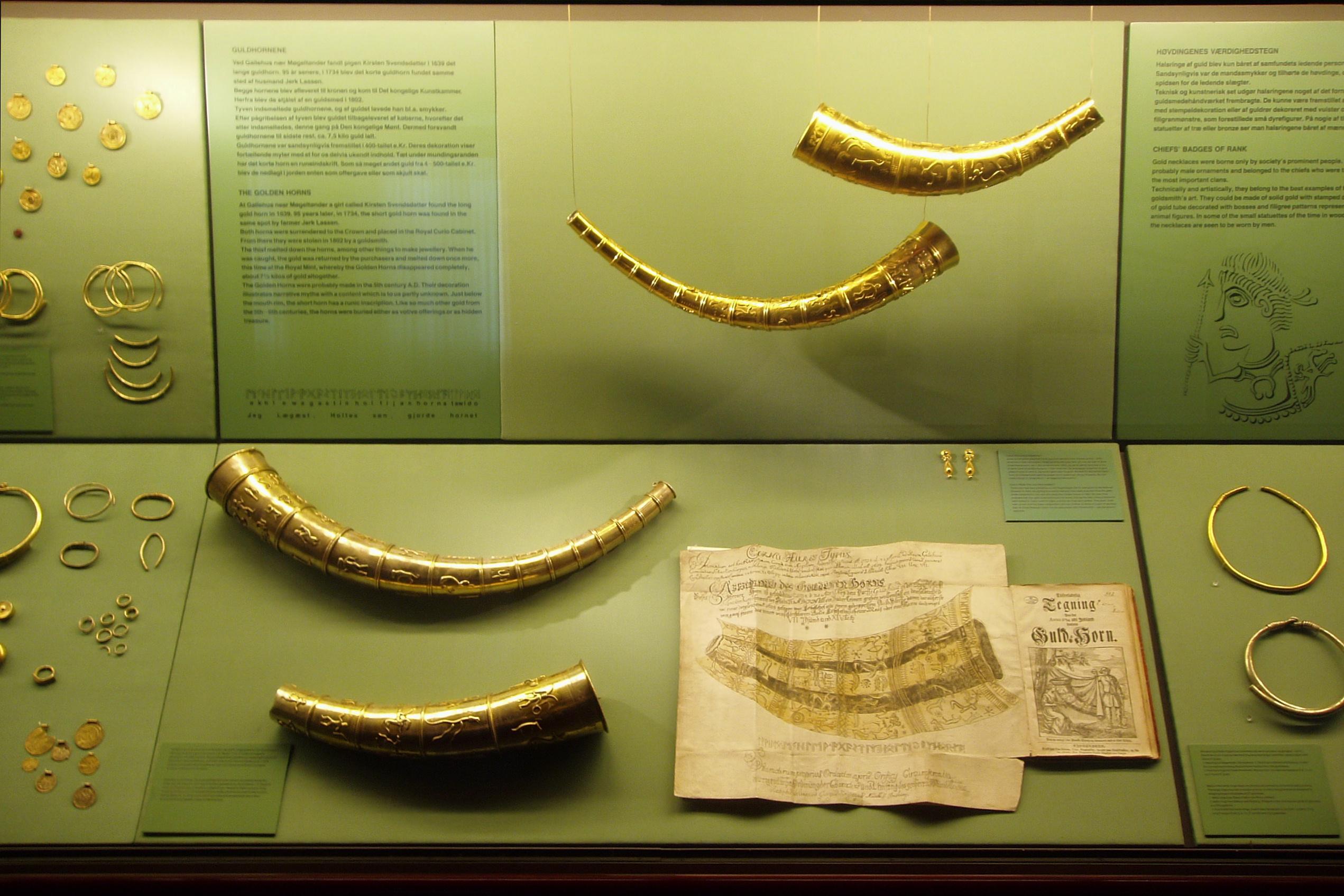
Az aranyszarvak másolatai és a róluk készült rajzok a koppenhágai múzeumban

### Eredeti szarvak
1802. május 4-én az eredeti szarvakat egy Niels Heidenreich nevű ötvös és órás lopta el Foulumból, aki kovácsolt kulcsokkal jutott be a szarvakat tartalmazó tárolóba. Heidenreich hazavitte a szarvakat, és megolvasztotta, hogy újrahasznosítsa az aranyat. A lopást másnap fedezték fel, az újságokban 1000 rigsdaler fejpénzt hirdetve a nyomravezetőnek.
Az ötvöscéh nagymestere, Andreas Holm gyanította, hogy Heidenreich érintett volt az ügyben, mivel Andreas Holmnak megpróbált eladni kovácsolt „pagodákat” (Istenmotívumokkal díszített indiai érméket), amelyek sárgarézzel kevert rossz aranyból készültek. Holm és kollégái figyelték Heidenreichet, és látták, amint érmebélyegeket dob a város vizesárkába. 1803. április 27-én letartóztatták, és április 30-án beismerő vallomást tett. Június 10-én Heidenreichet börtönbüntetésre ítélték, és csak 1840-ben engedték szabadon. Négy évvel később meghalt. Vásárlói visszaadták az érmék formájába újrahasznosított aranyat.
A szarvakból egy római bíboros számára is készítettek gipszbevonatot, melyek egy a korzikai partoknál való hajótörés során elvesztek. Ehelyett vázlatokból készítettek hozzávetőleges másolatokat. A fenti képen látható kürtök újabb másolatok, 1980-ban készültek.

## Másolatok
1993-ban a szarvak másolatait ellopták a Moesgaard Múzeumból, amelyeket nem sokkal később egy Hasselager melletti erdőben egy árokban találtak meg. Ezek a másolatok aranyozott sárgarézből készülnek.
2007. szeptember 17-én hajnali fél négykor a Kongernes Jelling múzeumból egy sor modern aranyozott ezüst másolatot loptak el, de nem sokkal később, 2007. szeptember 19-én végül ezek is előkerültek.